# Posidonia kirkmanii
Posidonia kirkmanii là một loài thực vật có hoa trong họ Posidoniaceae. Loài này được J.Kuo & Cambridge miêu tả khoa học đầu tiên năm 1984.